# Bruno Mattei
Bruno Mattei (Roma, 30 luglio 1931 – Roma, 21 maggio 2007) è stato un regista, sceneggiatore, montatore e produttore cinematografico italiano.
Dapprima montatore, esordisce come regista nel 1970, specializzandosi poi in film a basso costo, spesso di genere horror.

## Biografia

### Gli inizi
Verso la fine degli anni '50, Bruno Mattei comincia a lavorare nel cinema come "tuttofare" (montatore, assistente alla regia e al montaggio, doppiatore, dialoghista, segretario di edizione), dapprima nelle produzioni di Ottavio Poggi e in seguito al fianco del regista Sergio Grieco, dal quale apprende molti trucchi del mestiere. Si tratta di lavori svolti per necessità, seguendo anche le orme del padre che nel secondo dopoguerra si occupava di produzioni cinematografiche. La passione per il cinema non è immediata, ma nasce in seguito alle prime esperienze di montaggio, che Mattei definisce «una regia a posteriori». Nel 1962 è montatore fisso presso la Filmar, casa di produzione italiana che ha stretti legami con la Grecia.
La carriera da regista inizia nel 1970, quando per la Filmar completa Armida, il dramma di una sposa, pellicola greca ricavata da materiale girato da un anonimo regista svedese, ma la sua prima regia originale è Emanuelle e Françoise (Le sorelline) (1975) co-diretta con Joe D'Amato. In seguito girerà altri titoli divenuti cult per molti appassionati del cinema italiano di genere, tra i quali Rats - Notte di terrore, Virus - L'inferno dei morti viventi, Strike Commando, Strike Commando 2 e Zombi 3, tutti diretti insieme all'amico Claudio Fragasso.

### Gli ultimi film
Dopo un periodo di inattività durato cinque anni (e dopo aver girato tra il 1993 e il 1997 alcuni thriller fra cui alcuni quelli erotici tutti interpretati da Antonio Zequila), il regista riprese nel 2001 a girare film di genere a basso costo. Questi film non arrivarono mai nelle sale, ma erano destinati al mercato del video. Negli ultimi anni di vita Mattei si dedicò ai più svariati generi tra i quali l'erotico, il thriller, l'avventura e l'horror-splatter. Molti di questi film sono stati girati nelle Filippine e venivano prodotti da Gianni Paolucci e dalla sua casa di produzione La perla nera. Tutti i film vennero ignorati dalla critica specializzata, mentre i siti di recensioni hanno pesantemente criticato i film.
Tra il 2001 e il 2005 Mattei girò otto erotici, tra i quali Belle da morire e Segreti di donna e i corrispettivi seguiti. Tra i film d'exploitation girò il terzo "women in prison" della sua carriera, Anime perse, due film del genere cannibal movie (Mondo cannibale e Nella terra dei cannibali) e due sugli zombi. Tra i film più noti di questo periodo compare l'horror La tomba che ricevette critiche negative da parte dei siti di film che trattano il genere dei B-movie.
Tra il 2006 e l'inizio del 2007 gira gli ultimi cinque, sempre per l'home video: Anime perse, L'isola dei morti viventi, Zombi - La creazione e i due di montaggio Viaggio ai confini dell'Eros e Cannibali - Leggenda o realtà. Il primo si rifà al genere "women in prison", in voga per un breve periodo negli anni '70. Gli altri due, uno il seguito dell'altro, tornano sul tema degli zombi, da sempre caro al regista. Mentre nei due film di montaggio torna nuovamente ai generi mondo movie e cannibal movie, da lui stesso frequentati in passato. Sono stati distribuiti tutti in DVD, in Italia, solo a oltre dieci anni dalla loro realizzazione.

### La morte
Mattei muore il 21 maggio 2007, a settantacinque anni, all'ospedale Giovan Battista Grassi di Ostia, dove si era recato lamentando dolori addominali per poi cadere nel coma da cui non si è più svegliato. È morto pochi mesi dopo avere diretto il suo ultimo film, Zombi - La creazione, presentato in anteprima nel 2008 al Festival Intercomunale di Cinema Amatoriale di Brescia, a lui dedicato. 

### Gli pseudonimi
Bruno Mattei, come molti registi italiani specializzati nel cinema di genere, è noto con una serie di pseudonimi. Il più popolare è Vincent Dawn, ideato per il film Virus - L'inferno dei morti viventi come omaggio alla pellicola Zombi - L'alba dei morti viventi (in inglese: Dawn of the Dead) di George A. Romero, ma ne ha usati anche molti altri:
- Norman Dawn
- Michael Cardoso
- David Graham
- David Hunt
- Bob Hunter
- Frank Klox
- Werner Knox
- Pierre Le Blanc
- Jimmy Matheus
- Jordan B. Matthews
- J. Metheus
- Martin Miller
- Herik Montgomery
- Anthony Pass
- Stefan Oblowsky
- Gilbert Roussel
- George Smith
- William Snyder
- J. M. Cunilles

## Filmografia
- Armida, il dramma di una sposa (1970)
- Emanuelle e Françoise (Le sorelline) (materiale aggiuntivo di Joe D'Amato) (1975)
- Cuginetta... amore mio! (1976)
- Casa privata per le SS (1977)
- KZ9 - Lager di sterminio (1977)
- Le notti porno nel mondo (materiale aggiuntivo di Joe D'Amato) (1977)
- Emanuelle e le porno notti nel mondo n.2 (co-regia con Joe D'Amato) (1978)
- Cicciolina amore mio (co-regia con Amasi Damiani e Riccardo Schicchi) (1979)
- Sexual Aberration (Sesso perverso) (1979)
- La provinciale a lezione di sesso (1980)
- La vera storia della monaca di Monza (1980)
- Virus - L'inferno dei morti viventi (co-regia con Claudio Fragasso) (1980)
- L'altro inferno (co-regia con Claudio Fragasso) (1981)
- Caligola e Messalina (co-regia con Antonio Passalia e Jean-Jacques Renon) (1981)
- Nerone e Poppea (co-regia con Antonio Passalia) (1982)
- Sesso perverso, mondo violento (1982)
- Violenza in un carcere femminile (1982)
- Blade Violent - I violenti (co-regia con Gilbert Roussel) (1983)
- I sette magnifici gladiatori (co-regia con Claudio Fragasso) (1984)
- Rats - Notte di terrore (co-regia con Claudio Fragasso) (1984)
- Appuntamento a Trieste – miniserie TV (1987)
- Double Target - Doppio bersaglio (co-regia con Claudio Fragasso) (1987)
- Bianco Apache (co-regia con Claudio Fragasso) (1987)
- Strike Commando (co-regia con Claudio Fragasso) (1987)
- Scalps (co-regia con Claudio Fragasso) (1987)
- Sortis de route (co-regia con Gilbert Roussel) (1988)
- Cop Game - Giochi di poliziotto (1988)
- Zombi 3 (co-regia con Claudio Fragasso, subentrati a Lucio Fulci) (1988)
- Trappola diabolica (co-regia con Claudio Fragasso) (1988)
- Nato per combattere (1989)
- Robowar - Robot da guerra (1989)
- Terminator 2 (1989)
- Desideri (1990)
- Tre pesci, una gatta nel letto che scotta (1990)
- Attrazione pericolosa (1993)
- Gli occhi dentro (1994)
- Cruel Jaws - Fauci crudeli (1995)
- Omicidio al telefono (1995)
- Legittima vendetta (1995)
- Ljuba - Corpo e anima (1997)
- Un giudice di rispetto (2000)
- Franco e Ciccio in uno storico pasticcio (2000) (co-regia con Chiara Peritore)
- Franco e Ciccio: Ma che impiccio! (2000) (co-regia con Chiara Peritore)
- Belle da morire (2002)
- Capriccio veneziano (2002)
- Privè (2002)
- Snuff killer - La morte in diretta (2003)
- Nella terra dei cannibali (2003)
- Mondo cannibale (2003)
- La tomba (2004)
- Un brivido sulla pelle (2005)
- Segreti di donna (2005)
- Segreti di donna 2 (2005)
- Fuga orientale (2005)
- Belle da morire 2 (2005) (riedizione di 'Ljuba - Corpo e anima')
- Il re di cuori (2005)
- Anime perse (2006)
- L'isola dei morti viventi (2006)
- Zombi - La creazione (2007)
- Viaggio ai confini dell'Eros (2007)
- Cannibali - Leggenda o realtà (2007)

### Montatore
- Uccidete Johnny Ringo, regia di Gianfranco Baldanello (1966)
- Agente 3S3 - Massacro al sole regia di Sergio Sollima (1966)
- Goldface - Il fantastico superman, regia di Bitto Albertini (1968)
- Vedove inconsolabili in cerca di... distrazioni, regia di Bruno Gaburro (1968)
- Yellow - Le cugine, regia di Gianfranco Baldanello (1969)
- Eva nera, regia di Joe D'Amato (1976)